# روسولا النغت الدبق
روسولا النغت الدبق (الاسم العلمي: Russula alnetorum) هي نوع من الفطريات تتبع جنس الروسولا من الفصيلة الروسولية. يتميز هذا النوع من الفطر بعلاقة تكافل مع نبات النغت الدبق.